# Valsted
Valsted er en landsby i Himmerland med 243 indbyggere  (2024), beliggende 7 km. vest for Nibe. Byen ligger i Region Nordjylland og hører under Aalborg Kommune. Valsted er desuden beliggende i Sebber Sogn.